# 69e brigade d'infanterie (Royaume-Uni)
La 69e brigade d'infanterie britannique (en anglais 69th Infantry Brigade) est une brigade d'infanterie de la British Army (armée de terre britannique). Elle participa à plusieurs batailles au cours de la Seconde Guerre mondiale dont la bataille de Normandie.